# الرن
الرن (به آلمانی: Ellern) یک شهر در آلمان است که در راین-هونسروک واقع شده‌است. الرن ۸۵۸ نفر جمعیت دارد.